# Acacia hassleri
Acacia hassleri é uma espécie de leguminosa do gênero Acacia, pertencente à família Fabaceae.